# Транспорт в Самарской области
Самара является крупным транспортным узлом в России, через который пролегают кратчайшие пути из Центральной и Западной Европы в Сибирь, Среднюю Азию и Казахстан.
Самарская область: лидер по грузообороту — трубопроводный, по пассажирообороту — автомобильный.
|                              | 2018      | 2018 в % к 2017 |
| ---------------------------- | --------- | --------------- |
| Перевезено грузов тысяч тонн | 79 004,3  | 100,4           |
| из них автомобильным         | 18 124,3  | 100,4           |
|                              |           |                 |
| Грузооборот млн т-км         | 160 412,7 | 101,0           |
| из него автомобильного       | 2 176,1   | 111,4           |

## Автомобильный транспорт
По территории области проложены автомобильные трассы общегосударственного и регионального значения:
- E 30—М5 Москва—Самара—Челябинск,
- А151 Ульяновск — Сызрань,
- Р224 Самара—Оренбург,
- E 121—М32 Самара — Большая Черниговка — Казахстан,
- Р228 Сызрань — Волгоград,
- Р226 Самара — Волжский,
- Р178 Самара — Ульяновск,
- Р225 Самара — Бугуруслан,
- Р227 Сызрань — Шигоны — Усолье.

Междугородное и международное автобусное сообщение осуществляется с Центрального автовокзала, расположенного на пересечении улицы Авроры и Московского шоссе). Город и область связаны постоянным беспересадочным автобусным сообщением с крупными центрами федерации: Москва, Йошкар-Ола, Казань, Оренбург, Пермь, Саратов, Ульяновск. Внутриобластные автобусные рейсы отправляются, кроме ЦАВа, от автостанции «Аврора», расположенной на пересечении улиц Авроры и Аэродромной и Пригородного автовокзала (рядом с Железнодорожным вокзалом «Самара»). В летний период администрацией города регулярно организуются пригородные «дачные» маршруты автобусов, отправляющиеся от узловых точек транспортной сети города и охватывающих дачные участки на удаление до 60 км от Самары.
Конфигурация дорожной сети проектировалась и строилась в основном в 1960—1980-х годах и имеет характерную для той эпохи ярко выраженную радиальную структуру. Подобная структура в современных условиях недостаточно эффективна из-за увеличения протяжённости маршрутов движения и концентрации транспортных потоков на радиальных направлениях и перегрузки в районах крупных транспортных узлов.
Структура автомобильных перевозок в Самарской области для транспорта отраслей экономики и транспорта общего пользования составляет 79,6 % и 19,6 % соответственно. Отраслевой транспорт характеризуется малым расстоянием перевозок (по России в целом на 40 % меньше, чем автотранспортом общего пользования), однако его вклад в суммарный грузооборот существенно выше. По Самарской области этот показатель составляет 80 %.
По объёмам перевозок транспортом общего пользования Самарская область находится на третьем месте среди регионов Приволжского федерального округа, а по общему объёму — на четвёртом. В области начинается или заканчивается около 185 от общего объёма автомобильных внешнеторговых перевозок Приволжского федерального округа.
Из 1333 населенных пунктов Самарской области всепогодную автодорожную связь с городами и районными центрами имеют 1036, или 78% сел и деревень.
Пассажирский автомобильный транспорт осуществляет все виды перевозок: внутригородские, пригородные, междугородние, международные. Во всех городах области. а также в посёлке Безенчук осуществляется внутригородское сообщение. Хотя сохраняется тенденция к сокращению объёма пассажирских перевозок Самарская область занимает третье место среди регионов округа по их объёму.
|                                   | 2018 г. | 2018 г. в % к 2017 г. |
| --------------------------------- | ------- | --------------------- |
| Перевезено пассажиров млн человек | 186,3   | 102,7                 |
| Пассажирооборот млн пасс-км       | 3455,7  | 129,3                 |

## Водный транспорт

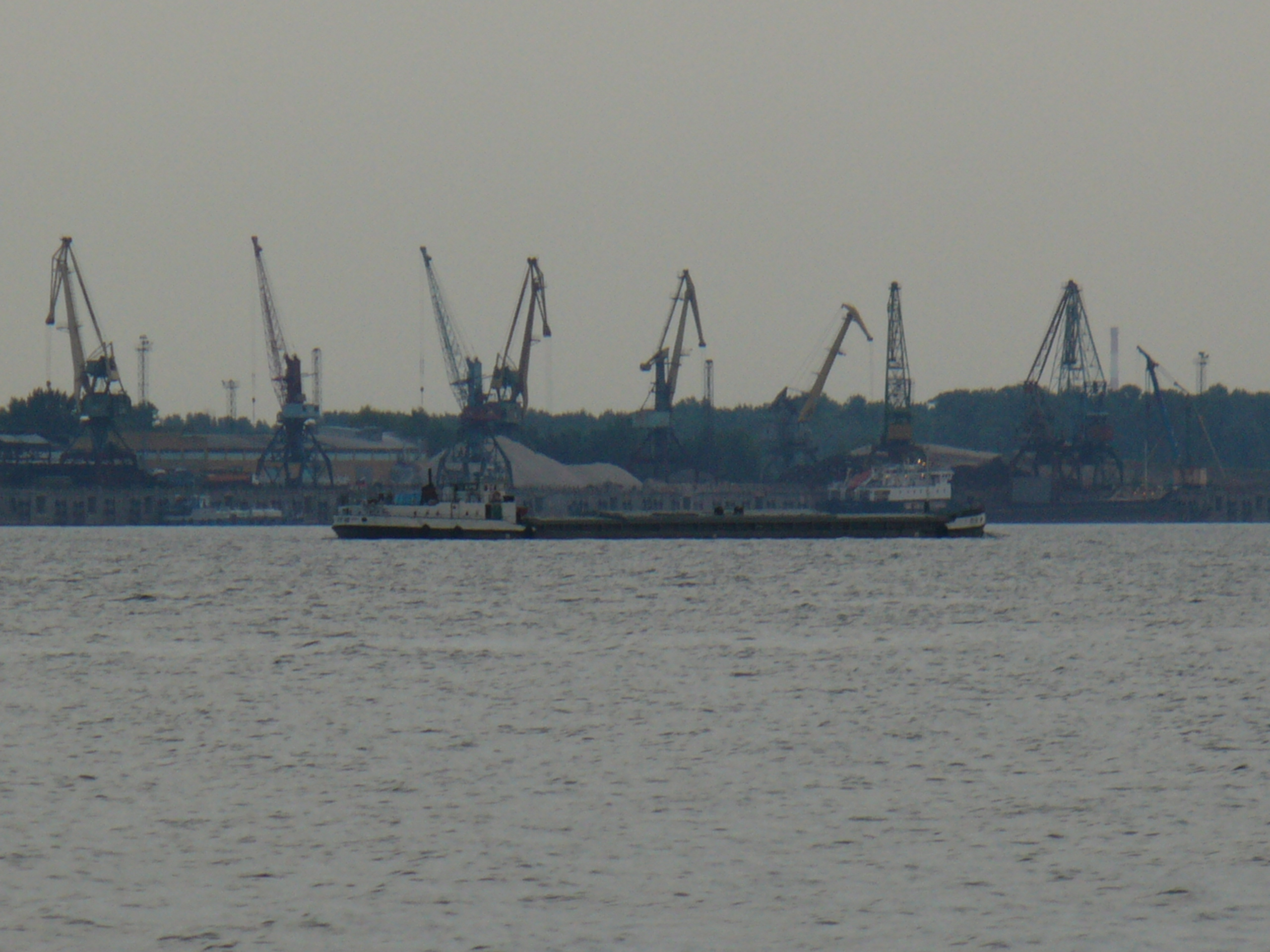
Самарский речной порт

Общая протяжённость водных судоходных путей Самарской области составляет 685 км. Магистральное судоходство осуществляется по Волге, а местное судоходство по рекам Самара, Сок, Чапаевка, Кривуша, Уса, Безенчук.
Реки связывают Самарскую область с Москвой (канал им. Москвы), Западным Уралом (реки Кама, Белая), Европой (Дунай), Чёрным морем (Волго-Донской канал), Балтийским и Белым морями (Волго-Балтийский водный путь, Беломорско-Балтийский канал). На долю речного транспорта приходится 6—7 % от общего объёма перевозок в регионе.
Водные транспортные пути, позволяющие принимать суда системы «река-море», имеют развитые подъездные коммуникации, погрузочно-разгрузочные и терминальные комплексы. «Самарский речной порт» — крупнейший транспортный узел в Среднем Поволжье России. Расположение порта, граничащего с развитой системой железных дорог и автомагистралей, позволяет обеспечить экономически выгодные транспортные связи с Уралом, Сибирью, Средней Азией, районами Центра и Севера европейской части России. Кроме того, порт имеет выходы в зоны Волго-Камского и Волго-Донского бассейнов, Балтийского, Белого, Азовского, Чёрного, Каспийского, Средиземного морей.
Период навигации в регионе длится с апреля по декабрь, продолжительностью около 250 суток. Порты готовы к приёму всех типов речных судов и судов «река-море» с осадкой до 4 метров.
По объёму отправленных грузов внутренним водным транспортом общего пользования Самарская область занимает первое место в России. Основными грузами являются строительные материалы (песок, щебень), нефть, нефтепродукты, металл, зерно, минеральные и химические удобрения.
Пассажирские перевозки осуществляются Самарским речным вокзалом и рядом дебаркадеров по направлениям на Проран, Рождествено, Ульяновский спуск, Октябрьский спуск, Осипенко, Зелёная роща, Барбошина поляна, Пляж им. Фрунзе, Подгоры, Гаврилова поляна, Нижний пляж, Шелехметь, Винновка, Ширяево, Богатырь. Основным направлением пассажирской навигации является линия «Самара — Проран — Рождествено», обслуживаемая как пассажирскими судами, так и целым рядом паромов. В зимний период навигация по этому направлению осуществляется судами на воздушной подушке.
Располагаясь на стыке транспортных направлений «Запад-Восток» и «Север-Юг» Самарская область имеет развитую транспортную инфраструктуру, позволяющую не только перевозить грузы, но и организовывать мультимодальные перевозки. В регионе имеется 3 речных порта: ОАО «Самарский речной порт», ОАО «Порт Тольятти» и Сызранский речной порт-филиал ОАО «Самарский речной порт» с развитыми подъездными автомобильными и железнодорожными путями. Однако пропускные способности портов используются только на 25—30 %. К другим предприятиям водного транспорта относятся АО «Волжское нефтеналивное пароходство Волготанкер» и АО «Самарский судоремонтный завод», «Тольяттинская БТОФ» Волжского пароходства, ряд частных судоходных компаний.
В области существует и обслуживается 23 пассажирских пристани (15 Самарским портом, 7 Тольяттинским, 1 Сызранским). Имеется 6 оборудованных причалов для приёма транзитного пассажирского флота: Винновка, Волжский Утёс, Самара, Сызрань Тольятти, Ширяево. В портах Самары и Тольятти работают речные вокзалы, возможно комплексное обслуживание транзитных судов. Порт Самары способен одновременно принять и обслужить 9 крупнотоннажных пассажирских судов, порт Тольятти — 3 судна.
По количеству пассажиров отправленных внутренним водным транспортом общего пользования Самарская область занимает первое место в округе и четвёртое место в России. На географии пассажирских перевозок негативно сказались реформы в области монетизации льгот. После того как перевозчики лишились части дотаций за льготных пассажиров были закрыты пристани Зольное, Солнечная поляна, Лбище и прекратила существование транспортная межрегиональная линия Москва — Астрахань.

## Железнодорожный транспорт

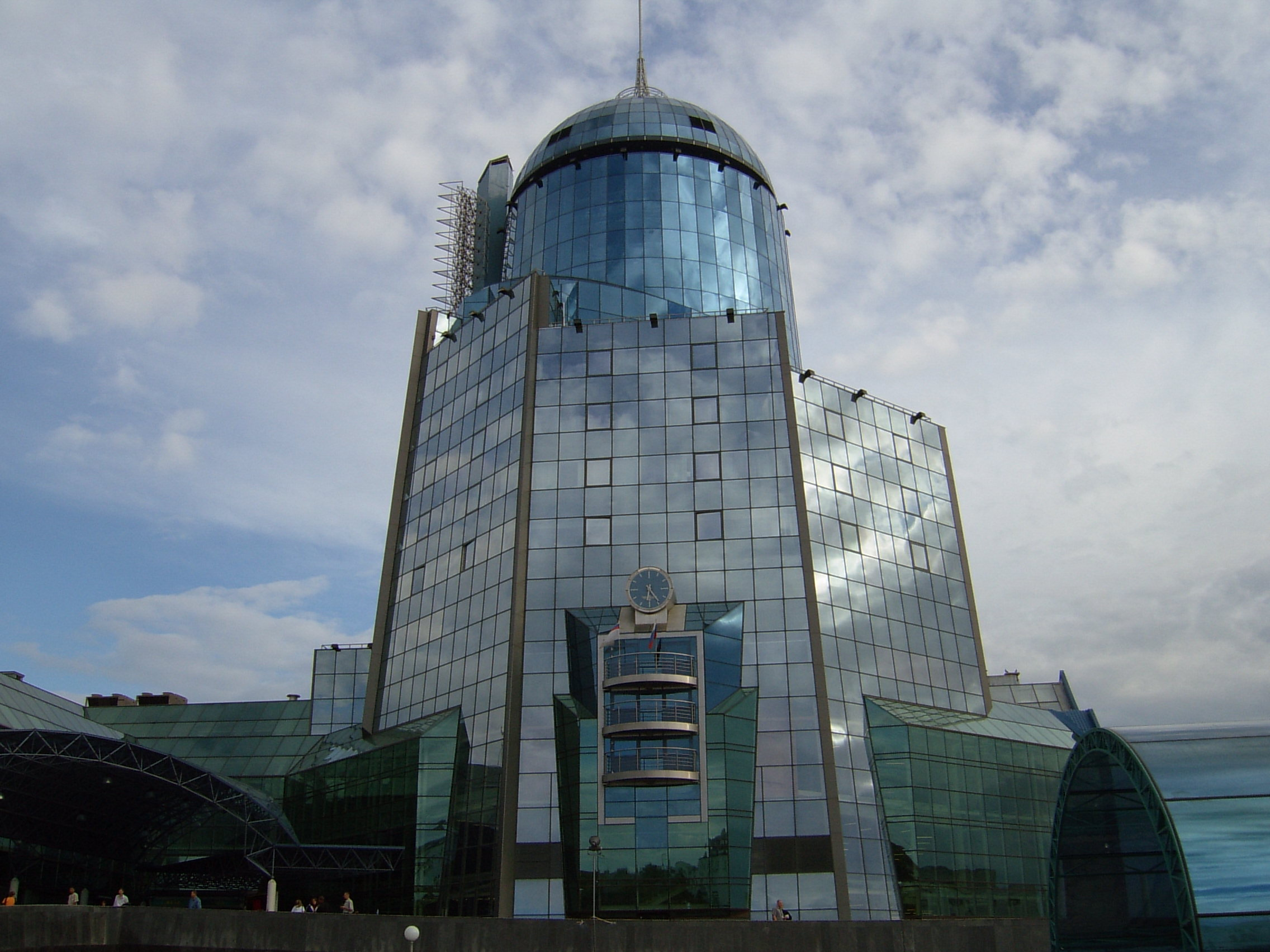
Самарский железнодорожный вокзал

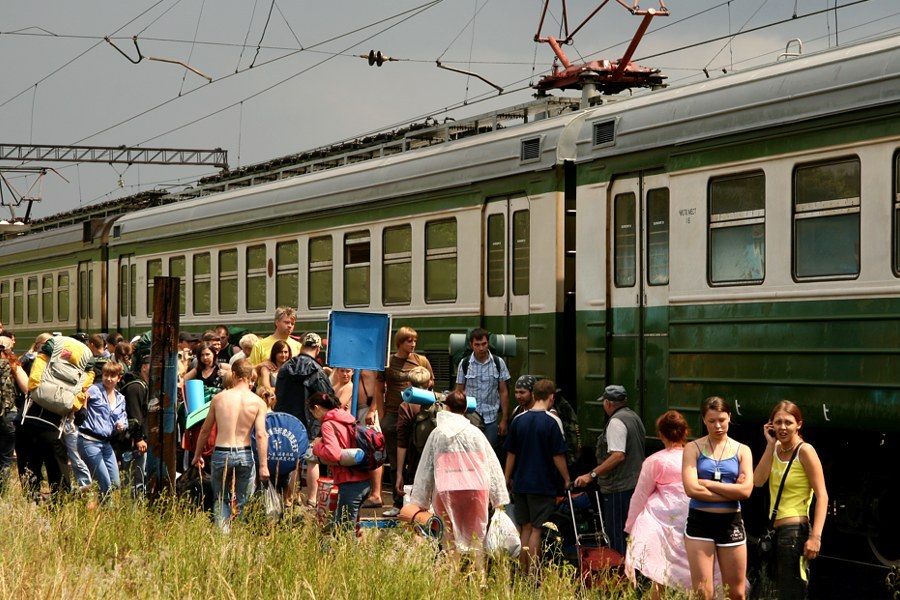
Туристы едут на Грушинский фестиваль

По территории Самарской области проложены железные дороги, принадлежащие ОАО «РЖД» и относящиеся к Куйбышевской железной дороге. В 2005 году протяжённость железнодорожных путей Самарской области составила 1 378 км. По абсолютной длине это пятый показатель в Приволжском федеральном округе, а по густоте железнодорожных путей область занимает лидирующее положение в округе.
Потенциал годового грузооборота по Куйбышевской железной дороге составляет по Самарской области региону более 38 млн тонн. Наиболее загруженным участком дороги является участок Самара — Октябрьск. Однако в целом, провозные способности дороги используются не более чем на 50 %, только на отдельных участках загрузка доходит до 85 %.
На железной дороге в пределах Самарского региона объём отправления превышает прибытие. Грузооборот — 29 % от всех видов транспорта. По отправлению грузов преобладает северо-западное направление (Московский и Санкт-Петербургский регионы) — более 25 % (77 % составляют грузопотоки нефти и нефтепродуктов), затем идёт западное направление (Белгородский регион) — 5 % (76 % нефть и нефтепродукты), южное (Краснодарский край) — 6 % (85 % нефть и нефтепродукты). По прибытию грузов преобладает восточное направление (Челябинская область и Башкортостан) — около 18 %, затем следует южное: Казахстан (через Оренбургскую область) — 8 %. Местные перевозки составляют около 21 % от объёма.
По объёму отправленных грузов в 2005 году Самарская область занимала десятое место среди регионов России. По количеству перевезённых пассажиров область находилась на двенадцатом месте.
Железнодорожные перевозки осуществляет Куйбышевская железная дорога (ОАО Российские железные дороги). С октября 2007 по январь 2008 конкуренцию ей составляла компания «Тверской экспресс». В рамках инвестиционной программы ОАО «РЖД» разрабатываются планы реализации скоростного железнодорожного сообщения между Самарой и Москвой, Самарой и Саратовом. Статус «фирменных» имеют поезда КбшЖД, отправляющиеся от станции «Самара»: № 9/10 «Жигули» (Самара-Москва) и № 107/108 «Самара» (Самара-Москва-Санкт-Петербург).
Пригородные железнодорожные перевозки до 2010 года осуществляло ГУП «Самаратранспригород». В соответствии с программой структурной реформы РЖД с 1 января 2011 года осуществляет ОАО «Самарская пригородная пассажирская компания» (моторвагонное депо «Безымянка»). Электропоезда работают на участках «Самара — Похвистнево — Абдулино», «Самара — Курумоч — Жигулёвское Море — Тольятти — Отвага», «Самара — Сызрань».
В рамках областной программы развития пригородных пассажирских перевозок в 2008 году были реализованы проекты запуска скоростных электропоездов-экспрессов между Самарой и Тольятти и Самарой и аэропортом «Курумоч» (аэроэкспресс). Самарский железнодорожный вокзал является самым высоким зданием вокзала в Европе и крупнейшим вокзалом в России.
Российские железные дороги к 2018 году планируют создать скоростную железнодорожную трассу на участке Москва — Самара. По предварительным расчётам, скоростной поезд Москва — Самара — Москва будет развивать скорость 250 км/ч и преодолевать это расстояние за 5 часов.

## Воздушный транспорт

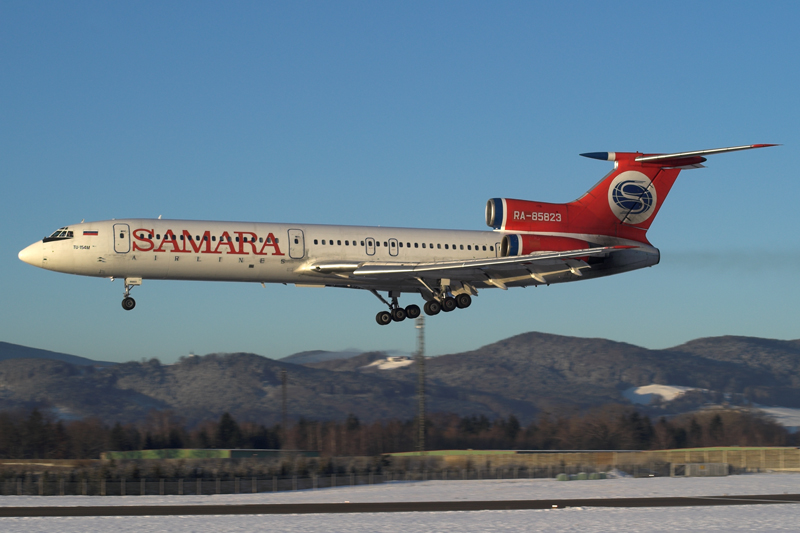
Самолёт авиакомпании «Самара»

В Самарской области воздушным транспортом осуществляются перевозки как внутри области, так и внутри России, а также на международных авиалиниях. В регионе действуют аэропорты «Курумоч», «Смышляевка», «Безымянка», «Кряж», «Рождествено». Имеются недействующие посадочные полосы для малой авиации: Тольятти, Нижнее Санчелеево и Верхнее Санчелеево.
Самарский регион обслуживается международным аэропортом Курумоч, который принимает большинство типов воздушных судов.

### Другие аэропорты и аэродромы города
- Безымянка — экспериментально-испытательный аэродром авиационного завода Авиакор, расположенный на восточной окраине Самары в Кировском районе (в 12 км к востоку от центра города, в 4 км от железнодорожной станции Безымянка). Отсюда осуществляются грузовые перевозки (аэродром используют предприятия авиационно-космической отрасли ЦСКБ «Прогресс» и «Авиакор»). Вблизи аэродрома базируется Музей авиации и космонавтики Самарского аэрокосмического университета.
- Смышляевка — аэропорт местных воздушных линий, расположен на восточной окраине Самары (в 15 км к востоку от центра города) в микрорайоне Аэропорт-2, вблизи посёлка Смышляевка Волжского района Самарской области. В настоящее время регулярные пассажирские авиарейсы с этого аэропорта не производятся. На базе аэропорта «Смышляевка» регулярно с 2002 года проводится всероссийский авиационный салон, открытый в рамках областной целевой программы по содействию развитию малой авиации[8][9].
- Кряж — военный аэродром на юго-западной окраине города. Расположен в Куйбышевском районе города, в 2,5 км к юго-востоку от железнодорожной станции Кряж.

На территории области находится авиатранспортный комплекс, обслуживающий регион с населением 11 миллионов человек. В 2005 году из аэропорта «Курумоч» было отправлено 456 тысяч человек — это девятый показатель среди аэропортов России. В аэропорту имеется две взлётно-посадочные полосы, семь рулёжных дорожек, перрон, стояночные места на 50 судов, аэровокзал с пропускной способностью 450 чел./час. Аэропорт удобно расположен в транспортном плане: нет ограничений по росту территории, нет воздушных препятствий и крупных населенных пунктов в полосах воздушных подходов, федеральная автодорога проходит всего в 2 км от аэропорта, подходит ветка железнодорожной магистрали.

## Трубопроводный транспорт
На долю трубопроводного транспорта приходится 55,2 % общих грузоперевозок Самарской области. Общая протяжённость трубопроводов по территории области составляет около 2 тысяч км.
Основу инфраструктуры составляют магистральные трубопроводы большого диаметра (1420 и 1220 мм), занимающиеся транспортировкой нефти и газа из Сибири и Средней Азии в центральные регионы России и за рубеж. Среди прочих по территории области проходит нефтепровод «Дружба» (в селе Лопатино находится одна из четырёх головных перекачивающих станций)
Развитая добыча газа и нефти в регионе привела к появлению обширной сети трубопроводов местного значения. Транспортные трубопроводные коридоры обычно проходят параллельно основным автомобильным и железнодорожным магистралям.
По области проходит 300-километровый участок магистрального аммиакопровода Тольятти-Одесса.

## Велосипедный транспорт
25 сентября 2011 года в рамках открытия после реконструкции второй очереди набережной Волги была открыта первая в городе велосипедная дорожка и первые муниципальные велосипедные парковки. Администрация города заявила о планах связать велосипедными дорожками зеленые зоны города, а также учебные заведения. Планируется установка велосипедных парковок у муниципальных учреждений.